# Mako Pack -Premium-
『Mako Pack -Premium-』（マコ・パック プレミアム）とは、石野真子の歌手デビュー30周年記念CD-BOX。2008年3月26日発売。発売元はビクターエンタテインメント。

## 解説
石野のデビュー30周年を迎えるにあたって企画された。初CD化された楽曲を含むCD全7枚に初商品化となるDVD全2枚の計9枚が、LPサイズのボックスに収められている。なお、石野の意思が反映された公認作品である。ジャケット写真は1980年1月発売の8枚目のシングル「春ラ!ラ!ラ!」のジャケット撮影当時の別ショットを活用している。
全9枚のCD・DVDの収録内容は、下記のとおり。
- Disc 1からDisc 3のM-6（CD）までは、ビクターエンタテインメントから発売された全21枚のシングルレコード・A面/B面曲コンプリートコレクション。Disc 3の残りのトラック（M-7 - 18）は、事前にインターネットで募った収録曲要望リクエストの上位12曲が収録された。
- Disc 4・Disc 5（CD）は、1981年8月30日に渋谷公会堂で行われた「さよならコンサート」のライヴ実況録音盤。なお、1983年に発売された3枚組LP「さよなら公演 完全収録LIVE」の復刻でもあり、一部のMCを除いてほぼそのままCD化されている。
- Disc 6（CD）は、1982年までに発表されたシングルA面曲のオリジナル・カラオケを収録。カラオケトラックも初CD化となった。
- Disc 7（DVD）は、シングルA面曲のテレビ歌唱映像集。日本テレビ系列のオーディション番組『スター誕生!』決戦大会スカウト・シーンをはじめ、引退前のほぼすべてのシングル曲の歌唱シーンが収録されている[1]。ほか、『スター誕生!』番組出演時の歌唱コーナー映像3曲や、『カックラキン大放送!!』出演時にアグネス・チャンのモノマネで「津軽海峡・冬景色」を披露した秘蔵映像（10数秒程度）も収録されている。
- Disc 8（DVD）は、Disc 5・6で音源化された「さよなら公演」の映像盤。当時、日本テレビ系列で放送された生中継番組を軸に、テレビでは放送されなかったアンコール・シーン等の初映像化も交えて収録。アンコール映像前までは、ほぼ放送時そのままの形でDVD化されている。
- Disc 9（CD）は、「石野真子 昨日・今日・明日」と題し、2003年以降に発表されたアルバムからのセレクション。石野自身のセレクトによる。初出しテイクも収録。

全てのシングルEPジャケットと、「さよなら公演」のLPジャケット4枚分がまとめて復刻され封入されている。シングル関連曲とライヴ音源分の歌詞は、そのジャケット裏側に記載。アルバム・リクエスト曲の歌詞は、LPサイズの別冊ブックレットに掲載されている。そのLPサイズのブックレットには歌詞の他、石野自身、小泉今日子や嶋大輔、歴代スタッフ等のコメントに加え、バイオグラフィ・ディスコグラフィが掲載されている。ほか、カラー写真も数ページあり。 
Disc 1から8までは、CDトレイがLPサイズBOXに直接付いている一体型である。Disc 9のみ、単独の紙ジャケット仕様であり、歌詞も個別に封入されている。また同じくDisc 9のみ、楽曲ごとの本人コメント付。CDレーベルはアナログ盤を意識したレコード風の柄になっており、全音源がデジタル・リマスタリングが施された。
封入物としては他に、デビュー時に業界内外に配布された宣伝パンフレットがある。こちらには、簡略な石野のプロフィール、デビュー曲「狼なんか怖くない」の作詞者・阿久悠と作曲者・吉田拓郎のコメントなどが記載されている。  
本作発売前日の3月25日（「狼なんか怖くない」でデビューして丸30年の日）には、原宿クエストホールでライヴを開催した。開演前にはマスコミ向けの囲み取材に応じたほか、ライヴでは「これからも歌いたい」と発言した。
LPサイズのブックレットに掲載されているアルバム・ディスコグラフィのページには、2008年下期にオリジナル・アルバムが復刻される情報がいち早く記載され、2008年8月20日にはその第1弾が発売された。詳しくは『石野真子 オリジナル・アルバム・コレクション 30th Anniversary Special BOX』を参照。

## 収録曲

### Disc 1
1. 狼なんか怖くない
作詞：阿久悠、作曲：吉田拓郎、編曲：鈴木茂
  - 歌手デビュー曲。
2. ひとり娘
作詞：阿久悠、作曲：吉田拓郎、編曲：馬飼野康二
3. わたしの首領
作詞：阿久悠、作曲：吉田拓郎、編曲：馬飼野康二
4. いたずら
作詞：阿久悠、作曲：吉田拓郎、編曲：馬飼野康二
5. 失恋記念日
作詞：阿久悠、作曲・編曲：穂口雄右
6. 決定的瞬間
作詞：阿久悠、作曲・編曲：穂口雄右
7. 日曜日はストレンジャー
作詞：阿久悠、作曲・編曲：筒美京平
8. 悲しきエンゼルス
作詞：阿久悠、作曲・編曲：筒美京平
9. プリティー・プリティー
作詞：阿久悠、作曲：筒美京平、編曲：船山基紀
10. ハイスクール・クィーン
作詞：阿久悠、作曲：筒美京平、編曲：船山基紀
11. ワンダー・ブギ
作詞：阿久悠、作曲・編曲：馬飼野康二
12. 空とぶお嬢さん
作詞：阿久悠、作曲・編曲：馬飼野康二
13. ジュリーがライバル
作詞：松本礼児、作曲：幸耕平、編曲：萩田光雄
14. 白いオルゴール
作詞：松本礼児、作曲：幸耕平、編曲：福井崚
15. 春ラ!ラ!ラ!
作詞：伊藤アキラ、作曲：森田公一、編曲：竜崎孝路
16. 恋のジョギング
作詞：松本礼児、作曲：幸耕平、編曲：船山基紀
17. ハートで勝負
作詞：松本礼児、作曲・編曲：馬飼野康二
18. お嫁にもらって下さいませんか
作詞：島朱子・エリナ、作曲：岩久茂、編曲：船山基紀

### Disc 2
1. めまい
作詞：有馬三恵子、作曲：川口真、編曲：船山基紀
2. VIVA! サンシャイン
作詞：伊藤アキラ、作曲・編曲：林哲司
3. 彼が初恋
作詞：有馬三恵子、作曲：筒美京平、編曲：矢野立美
  - 南沙織が歌った「ふるさとの雨」のカヴァー。
4. 私のしあわせ
作詞：石野真子・荒木とよひさ、作曲：三木たかし、編曲：船山基紀
5. フォギー・レイン
作詞：三浦徳子、作曲・編曲：馬飼野康二
  - 「恋のハッピー・デート」と両A面シングル。
6. 恋のハッピー・デート
作詞・作曲:：B. Findon・M. Myers・B. Puzey、日本語詞：森雪之丞、編曲：矢野立美
  - ノーランズのカヴァー曲で、「フォギー・レイン」と両A面シングル。
7. 思いっきりサンバ
作詞：有馬三恵子、作曲：筒美京平、編曲：大村雅朗
8. 雨の日のジュテーム
作詞：橋本淳、作曲・編曲：筒美京平
9. 彩りの季節
作詞：有馬三恵子、作曲：川口真、編曲：船山基紀
10. 初夏が一番!
作詞：伊藤アキラ、作曲：森田公一、編曲：大村雅朗
11. 恋のサマー・ダンス
作詞：森雪之丞、作曲：鈴木キサブロー、編曲：萩田光雄
12. 恋はおしゃれに
作詞：真樹のり子、作曲・編曲：林哲司
13. バーニング・ラブ
作詞：松本礼児、作曲：幸耕平、編曲：萩田光雄
14. ボンボン・ブーケ
作詞・作曲：イルカ、編曲：大村雅朗
15. 私のしあわせ PARTII
作詞・作曲：石野真子、編曲：矢野立美
  - 「私のしあわせ」から詞の一部が引用されている。メロディは別。
16. GOOD-BYEは出発
作詞：岡田冨美子、作曲・編曲：土持城夫
17. 明日になれば
作詞：伊藤アキラ、作曲：穂口雄右、編曲：船山基紀
18. マコ・パック 〜シングル・メドレー〜
  - レコード音源を連ねたメドレー。原曲とは、テンポやキーの違う曲もある。
  - 『GOLDEN☆BEST 石野真子』（2007年）で初CD化された。

### Disc 3
1. めぐり逢い
作詞：松本隆、作曲：上田知華 、編曲：井上鑑
2. ミモザの季節
作詞：安井かずみ、作曲：加藤和彦、編曲：井上鑑
3. ガラスの観覧車
作詞：売野雅勇、作曲：林哲司、編曲：新川博
  - 松竹富士配給映画『ハチ公物語』主題歌。
4. 海色のパセティック
作詞：原真弓、作曲：林哲司、編曲：新川博
5. 空にカンバス
作詞：川村真澄、作曲・編曲：渡辺博也
  - TBS系ドラマ『娘たちよ』主題歌。
6. 雨垂れはイヤリング
作詞：川村真澄、作曲・編曲：渡辺博也
7. 苺になるな野いちごよ
作詞：阿久悠、作曲：森田公一、編曲：福井崚
8. ぽろぽろと
作詞：阿久悠、作曲：吉田拓郎、編曲：鈴木茂
9. 私たち
作詞：阿久悠、作曲：筒美京平、編曲：高田弘
  - 岩崎宏美の同名曲のカヴァー。
10. 四月になれば
作詞：伊藤アキラ、作曲・編曲：馬飼野康二
11. 草原サンセット
作詞：伊藤アキラ、作曲・編曲：馬飼野康二
12. 恋するまで
作詞：葛原直樹、作曲：イルカ、編曲：萩田光雄
13. ダンシング・ドール
作詞：福永史、作曲：木戸やすひろ、編曲：大村雅朗
14. 足跡は一人分
作詞：石野真子・荒木とよひさ、作曲：三木たかし、編曲：萩田光雄
15. 私はピアノ
作詞・作曲：桑田佳祐、編曲：薗広昭
  - サザンオールスターズ（ヴォーカルは原由子）・高田みづえの曲のカヴァー。
16. ロンサム・ロードの赤電話
作詞：橋本淳、作曲：筒美京平、編曲：萩田光雄
  - 「赤電話」とは公衆電話のこと（昔、公衆電話が赤い色をしていたことによる）。
17. 夕凪ぎ
作詞：すずきこう、作曲：かまやつひろし、編曲：森村献
18. ママの日記帳
作詞・作曲：イルカ、編曲：萩田光雄

### Disc 4
1. さよなら公演 完全収録ライヴ.1
私のしあわせ PARTII
ヒットメドレー
狼なんか怖くない
わたしの首領
失恋記念日
日曜日はストレンジャー
プリティー・プリティー
ワンダー・ブギ
ジュリーがライバル
2. 妹に捧げる唄
作詞：石野真子・荒木とよひさ、作曲：和泉常寛
3. イカルスの子守唄
作詞・作曲: 谷山浩子
4. 苺になるな野いちごよ
5. ジーパン三銃士
作詞：阿久悠、作曲：吉田拓郎
6. 春ラ!ラ!ラ!
7. ハートで勝負
8. めまい
9. 彼が初恋
10. フォギー・レイン

### Disc 5
- さよなら公演 完全収録ライヴ.2

1. 恋のハッピー・デート
2. 思いっきりサンバ
3. 彩りの季節
4. 恋のサマー・ダンス
5. バーニング・ラブ
6. アリババ
7. ヴーレ・ヴー
8. 恋すれば勝ち
9. ダンシング・シスター
10. GOOD-BYEは出発
11. 狼なんか怖くない （A Cappella） 〜 GOOD-BYEは出発

### Disc 6
- オリジナル・カラオケ

1. 狼なんか怖くない
2. わたしの首領
3. 失恋記念日
4. 日曜日はストレンジャー
5. プリティー・プリティー
6. ワンダー・ブギ
7. ジュリーがライバル
8. 春ラ!ラ!ラ!
9. ハートで勝負
10. めまい
11. めまい （コーラス入り）
12. 彼が初恋
13. フォギー・レイン
14. 恋のハッピー・デート
15. 思いっきりサンバ
16. 彩りの季節
17. 恋のサマー・ダンス
18. バーニング・ラブ
19. 私のしあわせ PARTII
20. 明日になれば

### Disc 7
- テレビ映像集

1. 「天使のらくがき」 〜『スター誕生!』より
2. 狼なんか怖くない
3. 狼なんか怖くない
4. わたしの首領
5. わたしの首領
6. 失恋記念日
7. 日曜日はストレンジャー
8. プリティー・プリティー
9. プリティー・プリティー
10. ワンダー・ブギ
11. ワンダー・ブギ
12. ジュリーがライバル
13. ジュリーがライバル
14. 春ラ!ラ!ラ!
15. 春ラ!ラ!ラ!
16. 春ラ!ラ!ラ!
17. ハートで勝負
18. めまい
19. めまい
20. 彼が初恋
21. 彼が初恋
22. 恋のハッピー・デート
23. 恋のハッピー・デート
24. 思いっきりサンバ
25. 彩りの季節
26. 恋のサマー・ダンス
27. バーニング・ラブ
28. 抱きしめたい
29. ペチカ〜白い恋人たち〜ウィンター・ワンダーランド
30. 津軽海峡・冬景色
  - 『スター誕生!』より M-1・2・23・25・28
  - 『紅白歌のベストテン』より M-3〜5・11・16〜19・22
  - 『カックラキン大放送』より M-6・8〜10・12・13・15・20・21・24・29
  - 『欽ちゃん一座正月公演』より M-7・14
  - 『日曜スペシャル』より M-26・27

### Disc 8
- さよなら公演ライヴ 1981.08.30

1. 私のしあわせ PARTII
2. 狼なんか怖くない
3. わたしの首領
4. 失恋記念日
5. 日曜日はストレンジャー
6. プリティー・プリティー
7. ワンダー・ブギ
8. ジュリーがライバル
9. 春ラ!ラ!ラ!
10. ハートで勝負
11. めまい
12. 彼が初恋
13. 恋のハッピー・デート
14. 思いっきりサンバ
15. 彩りの季節
16. 恋のサマー・ダンス
17. バーニング・ラブ
18. アリババ
19. ヴーレ・ヴー
20. 恋すれば勝ち
21. ダンシング・シスター
22. GOOD-BYEは出発
23. 狼なんか怖くない -A Cappella- （アンコール、初映像化）
24. GOOD-BYEは出発 （アンコール、初映像化）
  - 「狼なんか怖くない」から「ジュリーがライバル」はメドレー形式。

### Disc 9
- 石野真子自選集 昨日・今日・明日

1. 夏の花びら
作詞・作曲・編曲：荒木真樹彦
2. true
作詞：石野真子、作曲・編曲：石川kanji
3. Bouquet
作詞・作曲・編曲：荒木真樹彦
4. 海の記憶
作詞・作曲：山梨鐐平、編曲：重実徹
5. 金木犀の香る頃
作詞：小林和子、作曲・編曲：漆戸啓
6. 青い自転車
作詞・作曲・編曲：山梨鐐平
7. めまい
作詞：有馬三恵子、作曲：川口真、編曲：山梨鐐平
8. 詩生活
作詞：阿久悠、作曲：吉田拓郎、編曲：山梨鐐平
9. 北風と太陽
作詞：HIROAKI FUJITA、作曲・編曲：金田一郎
10. あなたがいるだけで
作詞：ma-saya、作曲・編曲：大和田崇
11. こっちを向いて
作詞：松宮恭子、作曲・編曲：菅井えり
12. 白いオルゴール （未発表ヴァージョン）
作詞：松本礼児、作曲：幸耕平、編曲：山梨鐐平

## 関連作品
- GOLDEN☆BEST 石野真子